# 神祇伯
神祇伯（じんぎはく），日本古代律令制中的神職官職。是神祇官制度中的最高長官，定員為1名，敘位一般為從四位下。平安末期至明治維新（1165年-1869年）的七百年間，該職位由日本皇室支脈白川伯王家世襲擔任，在大寶律令以前稱為神祇頭，以後則稱為神祇伯。唐名稱之為大常伯、大常卿、大卜令、祠部尚書。

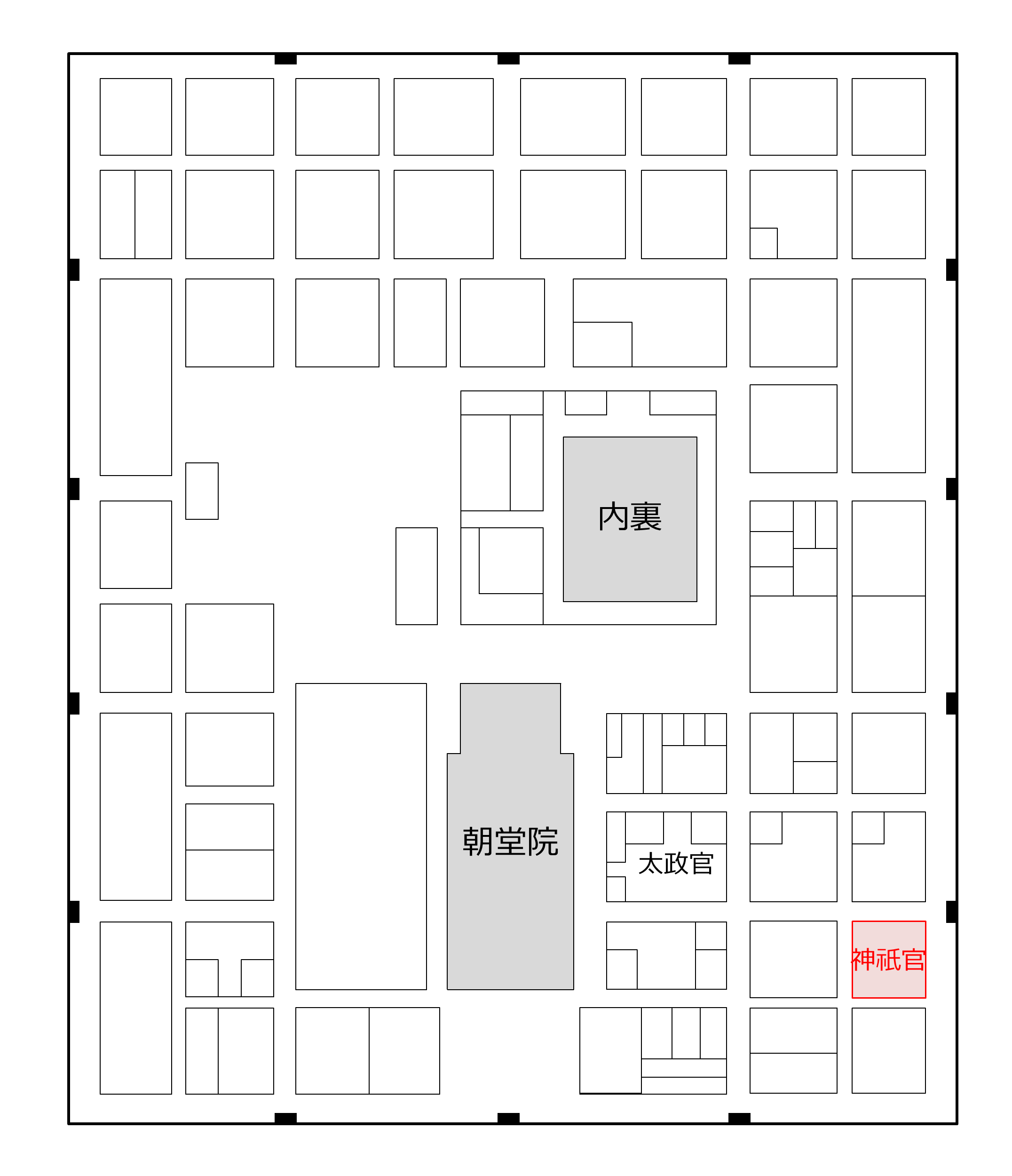
平安京大内裏的神祇官署位置圖

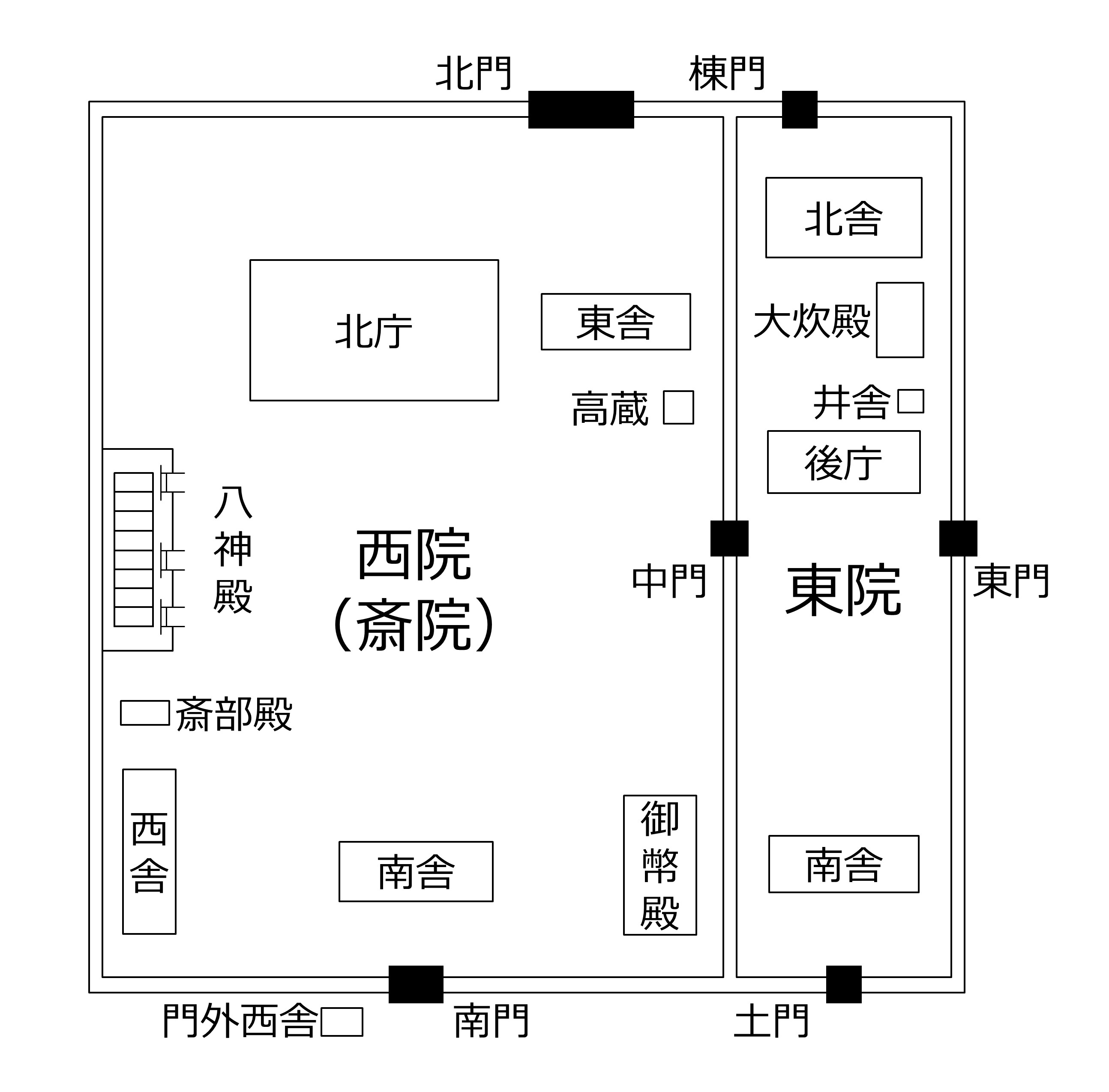
神祇官觀署內部配置圖

## 職務
神祇伯的職責內容包括：主管祭祀神道教的各種神明相關的各式祭典和儀式、還需管理祝部和神戶的戶籍名簿（日本各地受國家保護的神社－官社，所隸屬的人民稱之為神戶，在9世紀初期日本約有172個官社，下轄4876戶神戶，平均一個官社有28戶神戶）、大嘗祭（天皇的登基儀式後，只能稱之為「半帝」，須經過大嘗祭後才可以正式成為「天皇」）、鎮魂儀式、御巫的相關選拔管理、占卜儀式、以及一系列神道官員與其餘世俗官署之間的事務等皆為其職責所在。

## 歷史
在日本史書《日本書紀》當中最早在天武天皇二年（673年）提到神道官員「神官」的存在。而在平安時代的神道資料集《古語拾遺》當中，提到神官的長官名稱為「神官頭」。過了一段時間後，在《日本書紀》中則在持統天皇8年（694年）可以見到「神祇官頭」的稱呼，這是因為在公元681年時天武天皇發布飛鳥浄御原令裡就有設置神祇官職和官署等相關規定，裡面就有將長官稱之為「頭」的稱呼。而後到了西元701年頒布的大寶律令以後，神祇官的長官稱呼正式定為「伯」，而這個稱呼是並非是來自於中國唐朝的官制，但有可能是來自於周代時的祭祀長官，也是六卿之一的宗伯，因為周代的宗伯的職務即為掌管宗廟祭祀等禮儀，協調百姓和統治層之間的關係等。
神祇官制度在日本進入武家時代後，其權力和地位逐漸衰退，到了16世紀以後，神祇官的各項事務都被指定給吉田神社的「神祇官代」來負責實際的執行，原本的神祇官們變得有名無實起來。

## 白川伯王家
自平安時代末期（長寬3年1月23日（1165年3月7日））開始，神祇伯的職務便由白川家世襲擔任，他們是花山源氏嫡流，祖先乃是平安時代中期的延信王（花山天皇的孫子，清仁親王的兒子），後臣籍降下，被賜姓「源朝臣」。之後到了平安末期的顯廣王開始，便皆由白川家世襲神祇伯，而正因為如此，白川家又被稱為「伯家」，加上他們一方面是皇室支脈後裔，另一方面又是世襲最高等級神職人員，因此被賜予凡是擔任過神祇伯者，得以使用『王』號的殊榮，如延信王為源氏，但文書典籍皆稱呼其為「延信王」，所以白川家又被稱為「白川伯王家」。白川家在明治維新之後被封為華族子爵。
| 姓名        | 過世時的位階官職                 | 開始在任                              | 結束在任                           | 任期           | 備註                        |
| ----------- | -------------------------------- | ------------------------------------- | ---------------------------------- | -------------- | --------------------------- |
| 延信王      | 從四位上·神祇伯、侍從、彈正大弼  | 寬德3年2月（1046年3月）               | ?                                  | ?              | 白川伯王家之祖              |
| 康資王      | 從四位上·神祇伯、右京權大夫      | 康平2年10月22日（1059年11月29日）     | 寬治4年9月20日（1090年10月15日）   | 31年           |                             |
| 顯廣王      | 正四位下·神祇伯                  | 長寬3年1月23日（1165年3月7日）        | 安元2年12月5日（1177年1月6日）     | 12年           | （1）世襲神祇伯之始         |
| 仲資王      | 正三位·兵部卿                    | 安元2年12月5日（1177年1月6日）        | 建久9年12月9日（1199年1月7日）     | 22年           | （2）原名為「顯順王」、公卿 |
| 業資王      | 從三位·神祇伯                    | 建久9年12月9日（1199年1月7日）        | 貞應3年閏7月15日（1224年8月31日）  | 25年           | （3）原名為「康家王」、公卿 |
| 資宗王      | 從二位·神祇伯、美濃權守          | 貞應3年閏7月28日（1224年9月13日）     | 仁治2年10月13日（1241年11月17日）  | 17年           | （4）公卿                   |
| 資基王      | 從二位·侍從、安藝權守            | 仁治2年10月13日（1241年11月17日）     | 康元元年12月13日（1256年12月31日） | 15年           | （5）公卿                   |
| 資緒王      | 從二位                           | 康元元年12月13日（1256年12月31日）    | 正應2年4月29日（1289年5月20日）    | 33年           | （6）公卿                   |
| 資通王      | 從二位·神祇伯                    | 正應2年4月29日（1289年5月20日）       | 正應4年9月9日（1291年10月2日）     | 2年            | （7）公卿，後改名為資茂王   |
| 資邦王      | 從二位·播磨權守                  | 正應4年9月9日（1291年10月2日）        | 永仁2年11月10日（1294年11月28日）  | 3年            | （8）公卿                   |
| 資通王〔2〕 |                                  | 永仁2年11月11日（1294年11月29日）     | 正安2年11月2日（1300年12月13日）   | 6年（共8年）   | （9）公卿、二度擔任         |
| 業顯王      | 從二位·侍從                      | 正安2年11月2日（1300年12月13日）      | 嘉元2年6月2日（1304年7月5日）      | 4年            | （10）公卿                  |
| 資通王〔3〕 |                                  | 嘉元2年6月2日（1304年7月5日）         | 延慶2年12月19日（1310年1月20日）   | 6年（共14年）  | （11）公卿、三度擔任        |
| 業顯王〔2〕 |                                  | 延慶2年12月19日（1310年1月20日）      | 正和6年1月9日（1317年2月20日）     | 7年（共11年）  | （12）公卿、二度擔任        |
| 資清王      | 從三位                           | 正和6年1月9日（1317年2月20日）        | 文保2年4月25日（1318年5月26日）    | 1年（共11年）  | （13）公卿                  |
| 資通王〔4〕 |                                  | 文保2年4月25日（1318年5月26日）       | 嘉曆2年8月18日（1327年9月4日）     | 9年（共23年）  | （14）公卿、四度擔任        |
| 資繼王      | 從二位                           | 嘉曆2年8月18日（1327年9月4日）        | 元弘元年10月28日（1331年11月28日） | 4年            | （15）公卿                  |
| 業清王      |                                  | 北朝曆應3年2月（1340年3月）           | ?                                  | ?              | （16）公卿                  |
| 資繼王〔2〕 | （辭伯擔任武家傳奏，此時從二位） | 北朝康永元年7月14日（1342年8月15日）  | 觀應2年10月（1351年11月）          | 9年（共13年）  | （17）公卿、二度擔任        |
| 資英王      | 從二位                           | 北朝文和元年12月17日（1353年1月22日） | 文和2年1月26日（1353年3月2日）     | 1個多月        | （18）公卿                  |
| 資繼王〔3〕 |                                  | 北朝延文2年閏7月10日（1357年8月25日） | 貞治6年1月6日（1367年2月5日）      | 10年（共23年） | （19）公卿、三度擔任        |

- 套黃色為日本平安時代（794年－1185年，共392年）
- 套藍色為日本鎌倉時代（1185年－1333年，共148年）
- 套亞麻色為日本室町時代（1336年－1573年，共238年）